# 葛覃 (明朝)
葛覃（1482年—1534年），字延之，河南彰德府磁州人，民籍，明朝政治人物。

## 生平
正德五年（1510年）庚午科河南鄉試舉人，九年（1514年）甲戌科三甲第五十五名進士。授樂清縣知縣，遷南京戶部主事，升員外郎，督催閩廣兩省錢穀，升郎中，嘉靖九年（1530年）出為平陽府知府，十二年（1533年）升陝西按察司副使，十三年（1534年）以盛暑巡歷寧夏等處，勞瘁疾作，卒於官。生於成化十八年壬寅正月十四日，嘉靖十三年甲午九月二十三日卒。

## 家族
祖父葛玘；父葛義。母王氏。妻張氏（封宜人）。子葛逢春、葛逢夏、葛逢吉、葛逢時、葛逢辰。